# Lijst van beelden in Bergen op Zoom
Dit is een (onvolledige) chronologische lijst van beelden in Bergen op Zoom. Onder een beeld wordt hier verstaan elk driedimensionaal kunstwerk in de openbare ruimte van de Nederlandse gemeente Bergen op Zoom, waarbij beeld wordt gebruikt als verzamelbegrip voor sculpturen, standbeelden, installaties, gedenktekens en overige beeldhouwwerken.
Voor een volledig overzicht van de beschikbare afbeeldingen zie de categorie Beelden in Bergen op Zoom op Wikimedia Commons.
| Geplaatst - Verwijderd | Omschrijving                         | Kunstenaar                | Straat                                | Plaats         | Materiaal                    | Afbeelding |
| ---------------------- | ------------------------------------ | ------------------------- | ------------------------------------- | -------------- | ---------------------------- | ---------- |
| 1889                   | Gedenknaald 75 jaar koninkrijk       | Bram Gips                 | Anton van Duinkerkenpark              | Bergen op Zoom |                              |            |
| 1914                   | Fontein                              | Janus Dingemans           | Burgemeester Stulemeijerlaan          | Bergen op Zoom |                              |            |
| 1914                   | Sint-Christoffel                     | Atelier Custers           | Markiezenhof, Steenbergsestr.         | Bergen op Zoom |                              |            |
| 1922                   | Heilig Hartbeeld                     | Jean Geelen               | Pastoor Joorenplein                   | Bergen op Zoom | Brons op natuurstenen sokkel |            |
| 1929                   | Jan van Asbank                       | Daniël Sleven             | Anton van Duinkerkenpark/ Bredaselaan | Bergen op Zoom |                              |            |
| 1937                   | Sint-Gertrudis                       | Piet van Dongen           | Grote Markt, Sint-Annapoort           | Bergen op Zoom |                              |            |
| 1938                   | Rechtvaardigheid                     | Frits van Hall            | Grote Markt, stadhuis                 | Bergen op Zoom |                              |            |
| 1938                   | Voorzichtigheid                      | Mari Andriessen           | Grote Markt, stadhuis                 | Bergen op Zoom |                              |            |
| 1940                   | Het vaderlandt ghetrouwe tot in den  | Janus Buijens             | Kerkplein, Lepelstraat                | Bergen op Zoom |                              |            |
| 1945                   | Kruis                                | onbekend                  | Halsteren, Glymesweg/ Rubeerdijk      | Halsteren      |                              |            |
| 1953                   | Oorlogsmonument Halsteren            | Niel Steenbergen          | Halsteren, St-Martinuskerk            | Halsteren      |                              |            |
| 1954                   | Ballerina                            | Anton van Meurs           | Stadsschouwburg De Maagd              | Bergen op Zoom |                              |            |
| 1954                   | Madonna met Kind                     | Piet van Dongen           | Gevangenpoort / Westersingel          | Bergen op Zoom |                              |            |
| 1954                   | Madonna                              | Albert Termote            | Gevangenpoort / Lievevrouwestraat     | Bergen op Zoom |                              |            |
| 1955                   | Bevrijdingsmonument                  | Nicolaas van der Kreek    | Arnoldus Asselbergsstraat             | Bergen op Zoom |                              |            |
| 1960                   | de Geit van Mie den Os               | Anton van Meurs           | Bleekveldje                           | Bergen op Zoom |                              |            |
| 1960                   | Egel                                 | Anton van Meurs           | Zilverschoonplein                     | Bergen op Zoom |                              |            |
| 1960                   | Ingenium Vitae                       | Anton van Meurs           | Palestrinastraat                      | Bergen op Zoom |                              |            |
| 1962                   | Heilige Martelaren van Gorcum        | Bart Welten               | Piusplein, Heilig Hartkerk            | Bergen op Zoom |                              |            |
| 1962                   | Jongen met vlieger                   | Hein Vree                 | Piusplein                             | Bergen op Zoom |                              |            |
| 1970                   | Phoenix                              | Kees Keijzer              | Halsteren, Vrederust                  | Halsteren      |                              |            |
| 1972                   | Poes                                 | Mia van Gijzel            | Van Houtenstraat                      | Bergen op Zoom |                              |            |
| 1973                   | De Ravenzwarte                       | Mia van Gijzel            | Smitsstraat 29                        | Bergen op Zoom |                              |            |
| 1975                   | Beer                                 | Willem Simonis            | Smitsstraat 29                        | Bergen op Zoom |                              |            |
| 1975                   | Paarden                              | Henk Göbel                | Holleweg, winkelcentrum               | Bergen op Zoom |                              |            |
| 1976                   | Verzetsmonument 1940-1945            | Henk van Drimmelen        | Thaliatuin                            | Bergen op Zoom |                              |            |
|                        | Bevrijdingsmonument                  |                           | Thaliatuin                            | Bergen op Zoom |                              |            |
|                        | Monument Nederlands Indië            |                           | Thaliatuin                            | Bergen op Zoom |                              |            |
| 1977                   | Anton van Duinkerken                 | Hein Vree                 | Grote Markt                           | Bergen op Zoom |                              |            |
| 1977                   | Muskus-Os                            | Arie Teeuwisse            | Jacob Obrechtlaan                     | Bergen op Zoom |                              |            |
| 1977                   | Spelende kinderen                    | Frans Spaapen             | Gagelboslaan / Rooseveltlaan          | Bergen op Zoom |                              |            |
| 1977                   | Van Grutingbank plantsoen            | onbekend                  | Rijtuigweg                            | Bergen op Zoom |                              |            |
| 1978                   | Donker en Licht                      | Kees Keijzer              | Melanendreef                          | Bergen op Zoom |                              |            |
| 1979                   | Lezend kind                          | Jacques van der Smissen   | Halsteren, Dorpsstraat                | Halsteren      |                              |            |
| 1980                   | Krabben                              | Kees Keijzer              | stadspark Kijk in de Pot              | Bergen op Zoom |                              |            |
| 1980                   | Vos                                  | Jacques van der Smissen   | Vossepad, Lepelstraat                 | Bergen op Zoom |                              |            |
| 1982                   | Merrie & Veulen                      | Léon Vermunt              | Halsteren, Burg.Elkhuizenlaan         | Halsteren      |                              |            |
| 1983                   | Vlasbinder                           | Kees Warmoeskerken        | Potterstraat/Bosstraat                | Bergen op Zoom |                              |            |
| 1984                   | Verdronken boot                      | Albert Moelker            | Scheldelaan                           | Bergen op Zoom |                              |            |
| 1986                   | Anthonis en Rombout Keldermans       | Arie Teeuwisse            | Markiezenhof, beeldentuin             | Bergen op Zoom |                              |            |
| 1986                   | Chevalier beeldentuin                | Felix van der Linden      | Markiezenhof, beeldentuin             | Bergen op Zoom |                              |            |
| 1986                   | Johanna de Waanzinnige               | Gerarda Rueter            | Markiezenhof, beeldentuin             | Bergen op Zoom |                              |            |
| 1986                   | De racer                             | Henri Lannoye             | Stationsplein                         | Bergen op Zoom |                              |            |
| 1987                   | Observatorium                        | Marius Boender            | Anton van Duinkerkenpark              | Bergen op Zoom |                              |            |
| 1987                   | Pagode                               | Arie Berkulin             | Anton van Duinkerkenpark              | Bergen op Zoom |                              |            |
| 1987                   | zonder titel                         | Arno van der Mark         | Bolwerk, plantsoen                    | Bergen op Zoom |                              |            |
| 1988                   | Dein                                 | Tine van de Weyer         | Halsteren, Vrederust                  | Halsteren      |                              |            |
| 1989 - 2014            | Reconstructie (one up, one down)     | Erik Wijntjes             | Overstratenlaan / Bolwerk             | Bergen op Zoom |                              |            |
| 1989                   | zonder titel                         | Arjanne van der Spek      | Burgemeester Stulemeijerlaan          | Bergen op Zoom |                              |            |
| 1990                   | zonder titel                         | André Volten              | Stadsschouwburg De Maagd              | Bergen op Zoom |                              |            |
| 1991                   | Vesica Piscis                        | Frank Mandersloot         | Bolwerk, plantsoen                    | Bergen op Zoom |                              |            |
| 1992                   | Mojo Nr. 4                           | Adam Colton               | Anton van Duinkerkenpark              | Bergen op Zoom |                              |            |
| 1992                   | Vastenavondkoppen                    | Albert Moelker            | Dubbelstraat / Noordzijde Haven       | Bergen op Zoom |                              |            |
| 1993                   | Bank, Stromend water en lichamen     | Jan van de Pavert         | Bolwerk, plantsoen                    | Bergen op Zoom |                              |            |
| 1993                   | Esperanto / Zamenhofmonument hoek    | Mario Santuz              | Bolwerk/Korneel Slootmanslaan         | Bergen op Zoom |                              |            |
| 1993                   | Watersnoodmonument                   | Léon Vermunt              | Halsteren, Waterstraat                | Halsteren      |                              |            |
| 1993                   | 4 vechtende mannen                   | Ubbo Scheffers            | Halsteren, Vrederust                  | Bergen op Zoom |                              |            |
| 1994                   | Vastenavondjas                       | d'Opeloze                 | Klein Weike                           | Bergen op Zoom | Polycarbonaat, RVS           |            |
| 1997                   | Alterke droog brood                  | Léon Vermunt              | Halsteren, Dorpsstraat                | Halsteren      |                              |            |
| 1997                   | zonder titel                         | Piet Dieleman             | Rijtuigweg                            | Bergen op Zoom |                              |            |
| 1997                   | Man - Vrouw                          | Hein Vree                 | Halsteren, Vrederust                  | Bergen op Zoom |                              |            |
| 1998                   | Noem de wolken bij naam...           | Mart Franken              | Rembrandtstraat                       | Bergen op Zoom |                              |            |
| 1999                   | Aan de poort                         | Mart Franken              | Mastendreef/ begr.pl.Zoomstede        | Bergen op Zoom |                              |            |
| 1999                   | Boom en bank                         | Margriet Kemper           | Ansjovislaan                          | Bergen op Zoom |                              |            |
| 1999                   | Geiten                               | Joseph Semah              | Boulevard, nabij surfstrand           | Bergen op Zoom |                              |            |
| 1999                   | In gedachten [gestolen]              | Arie Kalisvaart           | Halsteren, Vrederust                  | Halsteren      |                              |            |
| 1999                   | Pinksterbeeld                        | Frank Boogaard            | Halsteren, Vrederust                  | Halsteren      |                              |            |
| 1999                   | Zonder titel                         | Paul Vendel               | Halsteren, Vrederust                  | Halsteren      |                              |            |
| 1999                   | Swallow flight                       | Ben van Lier              | Halsteren, Vrederust                  | Bergen op Zoom |                              |            |
| 2000                   | De weg terug                         | Willem Kind               | Halsteren, Vrederust                  | Halsteren      |                              |            |
| 2000                   | Echtpaar                             | Arie Kalisvaart           | Halsteren, Vrederust                  | Halsteren      |                              |            |
| 2000                   | In gesprek met                       | Piet Hein Stulemeijer     | Halsteren, Vrederust                  | Halsteren      |                              |            |
| 2000                   | Openheid Geslotenheid                | Kim Cloquet               | Halsteren, Vrederust                  | Halsteren      |                              |            |
| 2000                   | Wig                                  | Auke van der Heide        | stadspark Kijk in de Pot              | Bergen op Zoom |                              |            |
| 2000                   | Windvanen                            | Hugo Vrijdag              | Boulevard                             | Bergen op Zoom |                              |            |
| 2001                   | Gezin                                | Toni Claes-Leus           | Halsteren, Vrederust                  | Halsteren      |                              |            |
| 2001                   | Muziek in de bomen                   | Kees Warmoeskerken        | Beursplein                            | Bergen op Zoom |                              |            |
| 2001                   | Tijdcapsules                         | Auke van der Heide        | stadspark Kijk in de Pot              | Bergen op Zoom |                              |            |
| 2001                   | Uitkijkpost                          | Jeroen Doorenweerd        | stadspark Kijk in de Pot              | Bergen op Zoom |                              |            |
| 2001                   | Vleugels van Liefde                  | Toni Claes-Leus           | Halsteren, Vrederust                  | Halsteren      |                              |            |
| 2002                   | Merck toch hoe sterck                | Niko de Wit               | Burgemeester Stulemeijerlaan          | Bergen op Zoom |                              |            |
| 2002                   | Anders                               | Sofie van Daal            | Halsteren, Vrederust                  | Bergen op Zoom |                              |            |
| 2002                   | zonder titel                         | Dirk Moleveld             | Halsteren, Vrederust                  | Bergen op Zoom |                              |            |
| 2003                   | 100 jaar Anton van Duinkerken        | Krot en Co                | Markiezenhof, beeldentuin             | Bergen op Zoom |                              |            |
| 2003                   | 2 Ogen zien meer dan 1               | Johan Jansen              | Halsteren, Kastanjelaan               | Halsteren      |                              |            |
| 2003                   | Dans in de Wind                      | Toni Claes-Leus           | Boulevard                             | Bergen op Zoom |                              |            |
| 2004                   | Signalen in het Landschap            | Krot en Co                | Halsteren, Slikkenburgwg              | Halsteren      |                              |            |
| 2004                   | Verbonden                            | Toni Claes-Leus           | Rooseveltlaan                         | Bergen op Zoom |                              |            |
| 2005                   | Schatbewaarders van de Bergse vasten | Corrie Hagenaars-Levolger | Moeregreb/ Morganstraat               | Bergen op Zoom |                              |            |
| 2005                   | Alterke spinooltje                   |                           | Halsteren, Dorpsstraat                | Bergen op Zoom |                              |            |
| 2006                   | Pottertje                            | Corrie Hagenaars          | Potterstraat, schouwburg De Maagd     | Bergen op Zoom |                              |            |
| 2007                   | Dijktafel                            | Jeroen Hoogstraten        | Fianestraat                           | Bergen op Zoom |                              |            |
| 2008                   | Kraaiennest                          | Jeroen Hoogstraten        | Markiezaatsweg                        | Bergen op Zoom |                              |            |
| 2008                   | Thinkman                             | Fred Landsbergen          | Zuidzijde Zoom                        | Bergen op Zoom |                              |            |
| 2009                   | De Emmer van Toen is de Buis van Nu  | Auke van der Heide        | Binnenbandijk                         | Bergen op Zoom |                              |            |
| 2009                   | Stalen boom                          | Kees Warmoeskerken        | Acaciapark                            | Bergen op Zoom |                              |            |
| 2009                   | Sterrenkinderen                      | Corrie Hagenaars-Levolger | Maanstraat                            | Bergen op Zoom |                              |            |
| 2010                   | Bospoort                             | Krot en Co                | Korte Bosstraat                       | Bergen op Zoom |                              |            |
| 2010                   | Deel dit moment                      | Jerome Symons             | Thaliaplein                           | Bergen op Zoom |                              |            |
| 2011                   | Knuffels                             | Herman Lamers             | Frans Halsstraat 25                   | Bergen op Zoom |                              |            |
| 2014                   | Zaden                                | Karin Colen               | Korenbeursplein                       | Bergen op Zoom |                              |            |
| 2016                   | Ammoniet                             | Peter Schudde             | Rembrandtstraat                       | Bergen op Zoom |                              |            |
|                        | zonder titel                         | Kees Keijzer              | Zuid-oost singel (was: Scheldeflat)   | Bergen op Zoom |                              |            |
| 2016                   | Vooruitgang                          | Claus Bertram             | Zuid-oost singel                      | Bergen op Zoom |                              |            |
|                        | Naamplaten                           | onbekend                  | Anton van Duinkerkenpark              | Bergen op Zoom |                              |            |
|                        | Reliëf Prediker 11:7-12:7            | Hein Vree                 | Halsteren, Burg.Elkhuizenlaan         | Halsteren      |                              |            |
|                        | Vicieuze circel                      | Niels Lous                | Halsteren, Vrederust                  | Bergen op Zoom |                              |            |
|                        | zonder titel                         | Jan Smeijers              | Halsteren, Vrederust                  | Bergen op Zoom |                              |            |
|                        | Spiegelen                            | Frits Karman              | Halsteren, Vrederust                  | Bergen op Zoom |                              |            |
|                        | Heilige huisjes                      | Helen Vergouwen           | Halsteren, Vrederust                  | Bergen op Zoom |                              |            |
|                        | Nieuwsgierig                         | Arie Kalisvaart           | Halsteren, Vrederust                  | Bergen op Zoom |                              |            |
|                        | Mariëlle zittend in de zon           | Jos Lobee                 | Halsteren, Vrederust                  | Bergen op Zoom |                              |            |
|                        | Eens                                 | Lotte Joris               | Halsteren, Vrederust                  | Bergen op Zoom |                              |            |
|                        | onbekend                             |                           | Halsteren, Vrederust                  | Bergen op Zoom |                              |            |
|                        | onbekend                             |                           | Parallelweg                           | Bergen op Zoom |                              |            |